# Hans Zürn
Hans Zürn (* 12. Februar 1936 in Frankfurt am Main; † 13. März 2020) war ein deutscher Schauspieler.

## Leben
Zürn wurde in Frankfurt-Sossenheim als Sohn eines Gastwirts geboren und wuchs in Frankfurt-Höchst auf. Nach dem Abitur am Gymnasium in Höchst studierte er in Frankfurt und ab 1957 in München Germanistik und Theaterwissenschaft. Nach ersten Erfahrungen als Regieassistent entdeckte er seine Vorliebe für das Theater und absolvierte eine Sprech- und eine Gesangsausbildung zum Lyrischen Bariton bei Gerthy Haindl.
1963 kehrte er nach Frankfurt zurück. Theatererfahrung sammelte er in verschiedenen Engagements, unter anderem an der Landesbühne Rhein-Main und der Katakombe in Frankfurt sowie am Theater in Heilbronn und in Reutlingen. 1979 kam er über seine Bekanntschaft mit Liesel Christ und Wolfgang Kaus ans Frankfurter Volkstheater, dem er seitdem verbunden war. Im Laufe der Jahre hat er zahlreiche Rollen in klassischen Dramen und Komödien, aber auch in Mundartstücken gespielt. Daneben war er immer wieder in Nebenrollen in Fernsehproduktionen zu sehen, z. B. in den Fernsehserien Ein Fall für zwei und Der große Bellheim.

## Filmografie (Auswahl)
- 1978: Tatort – Der Mann auf dem Hochsitz
- 1982–1996: Ein Fall für zwei (Fernsehserie, 6 Folgen)
- 1984: Bei Mudder Liesl (Fernsehserie)
- 1993: Der große Bellheim (Mehrteiler)
- 1994: Natalie – Endstation Babystrich
- 1995: Schwarz greift ein (Fernsehserie, 1 Folge)
- 1995: Die fünf Frankfurter
- 1997: Tatort – Akt in der Sonne
- 1999: Das kleine Amtsgericht (Fernsehserie)